# Olympische Winterspiele 1994/Teilnehmer (Japan)
| Gelbes Symbol für Goldmedaillen mit stilisierten Olympischen Ringen | Graues Symbol für Silbermedaillen mit stilisierten Olympischen Ringen | Braundes Symbol für Bronzemedaillen mit stilisierten Olympischen Ringen |
| ------------------------------------------------------------------- | --------------------------------------------------------------------- | ----------------------------------------------------------------------- |
| 1                                                                   | 2                                                                     | 2                                                                       |

Japan nahm an den Olympischen Winterspielen 1994 im norwegischen Lillehammer mit einer Delegation von 59 Athleten in elf Disziplinen teil, davon 43 Männer und 16 Frauen.
Fahnenträger bei der Eröffnungsfeier war der Nordische Kombinierer Reiichi Mikata.

## Medaillen
Das japanische Team belegte im Medaillenspiegel den elften Platz. Der erfolgreichste Teilnehmer war Takanori Kono mit einer Gold- und einer Silbermedaille.

### Medaillenspiegel
| Rang   | Sportart              | Gold | Silber | Bronze | Gesamt |
| ------ | --------------------- | ---- | ------ | ------ | ------ |
| 1      | Nordische Kombination | 1    | 1      | –      | 2      |
| 2      | Skispringen           | –    | 1      | –      | 1      |
| 3      | Eisschnelllauf        | –    | –      | 2      | 2      |
| Gesamt | Gesamt                | 1    | 2      | 2      | 5      |

### Medaillengewinner
| Name/n                                                        | Sportart              | Wettkampf              |
| ------------------------------------------------------------- | --------------------- | ---------------------- |
| Gold                                                          |                       |                        |
| Takanori Kōno Kenji Ogiwara Masashi Abe                       | Nordische Kombination | Mannschaft             |
| Silber                                                        |                       |                        |
| Takanori Kōno                                                 | Nordische Kombination | Einzel                 |
| Takanobu Okabe Jin’ya Nishikata Noriaki Kasai Masahiko Harada | Skispringen           | Großschanze Mannschaft |
| Bronze                                                        |                       |                        |
| Hiromi Yamamoto                                               | Eisschnelllauf        | 5000 m Frauen          |
| Manabu Horii                                                  | Eisschnelllauf        | 500 m Männer           |

## Teilnehmer nach Sportarten

### Biathlon
| Athleten      | Wettbewerbe   | Zeit        | Fehler      | Rang |
| ------------- | ------------- | ----------- | ----------- | ---- |
| Frauen        |               |             |             |      |
| Yoshiko Honda | 7,5 km Sprint | 28:37,3 min | 2 (1+1)     | 44   |
| Yoshiko Honda | 15 km Einzel  | 1:00:00,5 h | 6 (0+4+0+2) | 54   |
| Männer        |               |             |             |      |
| Misao Kodate  | 10 km Sprint  | 31:40,2 min | 3 (1+2)     | 42   |
| Misao Kodate  | 20 km Einzel  | 1:05:34,6 h | 7 (2+2+0+3) | 62   |

### Bob
| Athleten                                                    | Wettbewerb | Lauf 1  | Lauf 1 | Lauf 2  | Lauf 2 | Lauf 3  | Lauf 3 | Lauf 4  | Lauf 4 | Gesamt      | Gesamt |
| Athleten                                                    | Wettbewerb | Zeit    | Rang   | Zeit    | Rang   | Zeit    | Rang   | Zeit    | Rang   | Zeit        | Rang   |
| ----------------------------------------------------------- | ---------- | ------- | ------ | ------- | ------ | ------- | ------ | ------- | ------ | ----------- | ------ |
| Männer                                                      |            |         |        |         |        |         |        |         |        |             |        |
| Naomi Takewaki Hiroshi Suzuki                               | Zweierbob  | 53,08 s | 16     | 53,72 s | 22     | 53,47 s | 18     | 53,73 s | 19     | 3:34,00 min | 18     |
| Toshio Wakita Takashi Ohori                                 | Zweierbob  | 53,43 s | 20     | 53,51 s | 16     | 53,47 s | 18     | 53,69 s | 18     | 3:34,10 min | 19     |
| Naomi Takewaki Hiroyuki Oshima Hiroshi Suzuki Takashi Ohori | Viererbob  | 52,56 s | 21     | 52,83 s | 23     | 52,55 s | 12     | 52,73 s | 16     | 3:30,67 min | 19     |

### Eiskunstlauf
| Athleten          | Wettbewerbe | Pflichttanz 1 | Pflichttanz 1 | Pflichttanz 2 | Pflichttanz 2 | Originaltanz | Originaltanz | Kurzprogramm | Kurzprogramm | Kür/Kürtanz | Kür/Kürtanz | Gesamt    | Gesamt |
| Athleten          | Wettbewerbe | Bewertung     | Rang          | Bewertung     | Rang          | Bewertung    | Rang         | Bewertung    | Rang         | Bewertung   | Rang        | Bewertung | Rang   |
| ----------------- | ----------- | ------------- | ------------- | ------------- | ------------- | ------------ | ------------ | ------------ | ------------ | ----------- | ----------- | --------- | ------ |
| Frauen            |             |               |               |               |               |              |              |              |              |             |             |           |        |
| Rena Inoue        | Einzel      | –             | –             | –             | –             | –            | –            | 9,0          | 18           | 18,0        | 18          | 27,0      | 18     |
| Yuka Satō         | Einzel      | –             | –             | –             | –             | –            | –            | 3,5          | 7            | 5,0         | 5           | 8,5       | 5      |
| Männer            |             |               |               |               |               |              |              |              |              |             |             |           |        |
| Masakazu Kagiyama | Einzel      | –             | –             | –             | –             | –            | –            | 5,5          | 11           | 11,0        | 11          | 16,5      | 12     |
| Fumihiro Oikawa   | Einzel      | –             | –             | –             | –             | –            | –            | 10,5         | 21           | 22,0        | 22          | 32,5      | 22     |

### Eisschnelllauf
| Athleten          | Wettbewerbe | Zeit         | Rang   |
| ----------------- | ----------- | ------------ | ------ |
| Frauen            |             |              |        |
| Seiko Hashimoto   | 1000 m      | 1:22,31 min  | 21     |
| Seiko Hashimoto   | 1500 m      | 2:04,98 min  | 9      |
| Seiko Hashimoto   | 3000 m      | 4:21,07 min  | 6      |
| Seiko Hashimoto   | 5000 m      | 7:29,79 min  | 8      |
| Shiho Kusunose    | 500 m       | 40,94 s      | 18     |
| Shiho Kusunose    | 1000 m      | 1:20,37 min  | 6      |
| Shiho Kusunose    | 1500 m      | 2:06,20 min  | 13     |
| Miki Ogasawara    | 3000 m      | 4:25,27 min  | 10     |
| Miki Ogasawara    | 5000 m      | 7:30,47 min  | 9      |
| Tomomi Okazaki    | 500 m       | 40,55 s      | 14     |
| Kyoko Shimazaki   | 500 m       | 40,26 s      | 10     |
| Kyoko Shimazaki   | 1000 m      | 1:21,96 min  | 18     |
| Maki Tabata       | 1500 m      | 2:06,79 min  | 16     |
| Hiromi Yamamoto   | 1500 m      | 2:06,54 min  | 15     |
| Hiromi Yamamoto   | 3000 m      | 4:22,37 min  | 7      |
| Hiromi Yamamoto   | 5000 m      | 7:19,68 min  | Bronze |
| Mayumi Yamamoto   | 500 m       | 41,20 s      | 25     |
| Mayumi Yamamoto   | 1000 m      | 1:23,15 min  | 27     |
| Männer            |             |              |        |
| Tōru Aoyanagi     | 1500 m      | 1:54,85 min  | 15     |
| Tōru Aoyanagi     | 5000 m      | 6:59,88 min  | 24     |
| Manabu Horii      | 500 m       | 36,53 s      | Bronze |
| Junichi Inoue     | 500 m       | 36,63 s      | 6      |
| Junichi Inoue     | 1000 m      | 1:13,75 min  | 8      |
| Toshihiko Itokawa | 1500 m      | 1:56,67 min  | 27     |
| Toshihiko Itokawa | 5000 m      | 6:49,36 min  | 6      |
| Toshihiko Itokawa | 10.000 m    | 14:17,00 min | 11     |
| Toshiyuki Kuroiwa | 1000 m      | 1:13,95 min  | 11     |
| Yasunori Miyabe   | 500 m       | 36,72 s      | 9      |
| Yukinori Miyabe   | 1000 m      | 1:14,28 min  | 14     |
| Yukinori Miyabe   | 1500 m      | 1:55,56 min  | 21     |
| Kazuhiro Satō     | 5000 m      | 6:54,83 min  | 13     |
| Kazuhiro Satō     | 10.000 m    | 14:18,44 min | 13     |
| Hiroyasu Shimizu  | 500 m       | 36,60 s      | 5      |
| Hiroyasu Shimizu  | 1000 m      | 1:15,01 min  | 19     |

### Freestyle-Skiing
| Athleten       | Wettbewerbe | Qualifikation | Qualifikation | Finale        | Finale        | Rang |
| Athleten       | Wettbewerbe | Punkte        | Rang          | Punkte        | Rang          | Rang |
| -------------- | ----------- | ------------- | ------------- | ------------- | ------------- | ---- |
| Frauen         |             |               |               |               |               |      |
| Tae Satoya     | Buckelpiste | 23,32         | 10            | 23,18         | 11            | 11   |
| Männer         |             |               |               |               |               |      |
| Hiroshi Machii | Aerials     | 153,53        | 20            | ausgeschieden | ausgeschieden | 20   |
| Gōta Miura     | Buckelpiste | 20,15         | 27            | ausgeschieden | ausgeschieden | 27   |

### Nordische Kombination
| Athleten                                | Wettbewerb | Skispringen | Skispringen | Langlauf  | Langlauf    | Langlauf | Gesamt      | Gesamt |
| Athleten                                | Wettbewerb | Punkte      | Rang        | Rückstand | Zeit        | Rang     | Zeit        | Rang   |
| --------------------------------------- | ---------- | ----------- | ----------- | --------- | ----------- | -------- | ----------- | ------ |
| Männer                                  |            |             |             |           |             |          |             |        |
| Masashi Abe                             | Einzel     | 207,0       | 14          | 4:26 min  | 38:55,7 min | 4        | 43:21,7 min | 10     |
| Takanori Kōno                           | Einzel     | 239,5       | 4           | 0:50 min  | 39:35,4 min | 13       | 40:25,4 min | Silber |
| Jun’ichi Kogawa                         | Einzel     | 220,5       | 8           | 2:56 min  | 42:37,8 min | 42       | 45:33,8 min | 19     |
| Kenji Ogiwara                           | Einzel     | 231,0       | 6           | 1:46 min  | 39:30,7 min | 11       | 41:16,7 min | 4      |
| Takanori Kōno Kenji Ogiwara Masashi Abe | Mannschaft | 733,5       | 1           | 0:00 min  | 1:22:51,8 h | 3        | 1:22:51,8 h | Gold   |

### Rennrodeln
| Athlet                     | Wettbewerb   | Lauf 1   | Lauf 1 | Lauf 2   | Lauf 2 | Lauf 3   | Lauf 3 | Lauf 4   | Lauf 4 | Gesamt       | Gesamt |
| Athlet                     | Wettbewerb   | Zeit     | Rang   | Zeit     | Rang   | Zeit     | Rang   | Zeit     | Rang   | Zeit         | Rang   |
| -------------------------- | ------------ | -------- | ------ | -------- | ------ | -------- | ------ | -------- | ------ | ------------ | ------ |
| Männer                     |              |          |        |          |        |          |        |          |        |              |        |
| Atsushi Sasaki             | Einsitzer    | 52,460 s | 29     | 52,661 s | 30     | 52,241 s | 27     | 52,434 s | 27     | 3:29,796 min | 28     |
| Yuji Sasaki                | Einsitzer    | 51,970 s | 24     | 52,279 s | 26     | 52,286 s | 28     | 51,943 s | 24     | 3:28,478 min | 25     |
| Kazuhiko Takamatsu         | Einsitzer    | 51,658 s | 22     | 51,471 s | 19     | 51,782 s | 23     | 52,192 s | 25     | 3:27,103 min | 22     |
| Atsushi Sasaki Yuji Sasaki | Doppelsitzer | 50,782 s | 18     | 49,342 s | 15     | –        | –      | –        | –      | 1:40,124 min | 18     |

### Shorttrack
| Athleten                                                    | Wettbewerbe    | Vorlauf     | Vorlauf | Viertelfinale | Viertelfinale | Halbfinale    | Halbfinale    | Finale        | Finale        | Rang |
| Athleten                                                    | Wettbewerbe    | Zeit        | Rang    | Zeit          | Rang          | Zeit          | Rang          | Zeit          | Rang          | Rang |
| ----------------------------------------------------------- | -------------- | ----------- | ------- | ------------- | ------------- | ------------- | ------------- | ------------- | ------------- | ---- |
| Frauen                                                      |                |             |         |               |               |               |               |               |               |      |
| Ayako Tsubaki                                               | 500 m          | 48,49 s     | 1       | 47,51 s       | 3             | ausgeschieden | ausgeschieden | ausgeschieden | ausgeschieden | 9    |
| Ayako Tsubaki                                               | 1000 m         | 1:39,61 min | 1       | 1:39,12 min   | 3             | ausgeschieden | ausgeschieden | ausgeschieden | ausgeschieden | 10   |
| Männer                                                      |                |             |         |               |               |               |               |               |               |      |
| Satoru Terao                                                | 500 m          | 44,88 s     | 2       | 44,27 s       | 3             | ausgeschieden | ausgeschieden | ausgeschieden | ausgeschieden | 13   |
| Satoru Terao                                                | 1000 m         | 1:31,11 min | 1       | 1:29,64 min   | 2             | 1:43,58 min   | 4             | 1:33,39 min   | 2             | 4    |
| Jun Uematsu                                                 | 500 m          | 44,50 s     | 2       | 44,20 s       | 4             | ausgeschieden | ausgeschieden | ausgeschieden | ausgeschieden | 15   |
| Jun Uematsu                                                 | 1000 m         | 1:32,67 min | 3       | ausgeschieden | ausgeschieden | ausgeschieden | ausgeschieden | ausgeschieden | ausgeschieden | 18   |
| Yūichi Akasaka Tatsuyoshi Ishihara Satoru Terao Jun Uematsu | 5000 m Staffel | –           | –       | –             | –             | 7:15,85 min   | 3             | 7:19,11 min   | 1             | 5    |

### Ski Alpin
| Athleten        | Wettbewerbe        | 1. Lauf     | 1. Lauf | 2. Lauf     | 2. Lauf | Gesamt      | Gesamt |
| Athleten        | Wettbewerbe        | Zeit        | Rang    | Zeit        | Rang    | Zeit        | Rang   |
| --------------- | ------------------ | ----------- | ------- | ----------- | ------- | ----------- | ------ |
| Frauen          |                    |             |         |             |         |             |        |
| Emi Kawabata    | Abfahrt            | –           | –       | –           | –       | 1:38,29 min | 21     |
| Emi Kawabata    | Alpine Kombination | 1:29,00 min | 8       | 1:49,22 min | 18      | 3:18,22 min | 17     |
| Emi Kawabata    | Super-G            | –           | –       | –           | –       | 1:23,90 min | 24     |
| Männer          |                    |             |         |             |         |             |        |
| Gaku Hirasawa   | Slalom             | DNF         | DNF     | DNF         | DNF     | DNF         | DNF    |
| Takuya Ishioka  | Alpine Kombination | 1:40,55 min | 32      | DNF         | DNF     | DNF         | DNF    |
| Takuya Ishioka  | Slalom             | 1:05,94 min | 27      | 1:04,40 min | 19      | 2:10,34 min | 19     |
| Kiminobu Kimura | Alpine Kombination | 1:41,73 min | 38      | DNF         | DNF     | DNF         | DNF    |
| Kiminobu Kimura | Riesenslalom       | 1:31,86 min | 29      | 1:26,64 min | 26      | 2:58,50 min | 26     |
| Kiminobu Kimura | Slalom             | 1:05,26 min | 26      | 1:02,71 min | 16      | 2:07,97 min | 18     |
| Kiminobu Kimura | Super-G            | –           | –       | –           | –       | 1:36,38 min | 33     |
| Tetsuya Okabe   | Slalom             | 1:03,98 min | 22      | DNF         | DNF     | DNF         | DNF    |

### Skilanglauf
| Athleten                                                      | Wettbewerbe               | Zeit        | Rang |
| ------------------------------------------------------------- | ------------------------- | ----------- | ---- |
| Frauen                                                        |                           |             |      |
| Fumiko Aoki                                                   | 5 km klassisch            | 15:41,9 min | 26   |
| Fumiko Aoki                                                   | 10 km Freistil Verfolgung | 30:00,4 min | 16   |
| Fumiko Aoki                                                   | 15 km Freistil            | 43:01,4 min | 11   |
| Fumiko Aoki                                                   | 30 km klassisch           | 1:32:22,3 h | 26   |
| Sumiko Yokoyama                                               | 5 km klassisch            | 16:30,5 min | 50   |
| Sumiko Yokoyama                                               | 10 km Freistil Verfolgung | 32:48,0 min | 36   |
| Sumiko Yokoyama                                               | 15 km Freistil            | 46:00,4 min | 36   |
| Sumiko Yokoyama                                               | 30 km klassisch           | 1:37:14,7 h | 45   |
| Männer                                                        |                           |             |      |
| Mitsuo Horigome                                               | 10 km klassisch           | 26:36,2 min | 31   |
| Mitsuo Horigome                                               | 15 km Freistil Verfolgung | 40:47,0 min | 27   |
| Mitsuo Horigome                                               | 30 km Freistil            | 1:17:49,4 h | 19   |
| Hiroyuki Imai                                                 | 10 km klassisch           | 26:48,8 min | 40   |
| Hiroyuki Imai                                                 | 15 km Freistil Verfolgung | 41:59,8 min | 42   |
| Hiroyuki Imai                                                 | 30 km Freistil            | 1:18:03,7 h | 20   |
| Hiroyuki Imai                                                 | 50 km klassisch           | 2:17:55,2 h | 28   |
| Masaaki Kōzu                                                  | 10 km klassisch           | 28:20,2 min | 72   |
| Masaaki Kōzu                                                  | 15 km Freistil Verfolgung | 43:30,1 min | 54   |
| Kazutoshi Nagahama                                            | 30 km Freistil            | 1:22:24,9 h | 48   |
| Kazutoshi Nagahama                                            | 50 km klassisch           | 2:22:30,2 h | 48   |
| Kazunari Sasaki                                               | 10 km klassisch           | 26:12,1 min | 25   |
| Kazunari Sasaki                                               | 15 km Freistil Verfolgung | 39:40,5 min | 18   |
| Kazunari Sasaki                                               | 30 km Freistil            | 1:20:52,1 h | 39   |
| Kazunari Sasaki                                               | 50 km klassisch           | 2:16:51,7 h | 24   |
| Hiroyuki Imai Kazutoshi Nagahama Kazunari Sasaki Masaaki Kōzu | 4 × 10 km Staffel         | 1:49:42,1 h | 14   |

### Skispringen
| Athleten                                                     | Wettbewerb             | 1. Durchgang | 1. Durchgang | 1. Durchgang | 2. Durchgang | 2. Durchgang | 2. Durchgang | Gesamt | Gesamt |
| Athleten                                                     | Wettbewerb             | Weite        | Punkte       | Rang         | Weite        | Punkte       | Rang         | Punkte | Rang   |
| ------------------------------------------------------------ | ---------------------- | ------------ | ------------ | ------------ | ------------ | ------------ | ------------ | ------ | ------ |
| Männer                                                       |                        |              |              |              |              |              |              |        |        |
| Masahiko Harada                                              | Normalschanze          | 92,0 m       | 120,5        | 16           | 54,5 m       | 5,0          | 56           | 125,5  | 55     |
| Masahiko Harada                                              | Großschanze            | 122,0 m      | 121,1        | 4            | 101,0 m      | 78,8         | 21           | 199,9  | 13     |
| Noriaki Kasai                                                | Normalschanze          | 98,0 m       | 134,5        | 3            | 93,0 m       | 124,5        | 9            | 259,0  | 5      |
| Noriaki Kasai                                                | Großschanze            | 110,0 m      | 99,0         | 17           | 109,5 m      | 97,1         | 12           | 196,1  | 14     |
| Jin’ya Nishikata                                             | Normalschanze          | 99,0 m       | 130,0        | 6            | 94,0 m       | 123,0        | 11           | 253,0  | 8      |
| Jin’ya Nishikata                                             | Großschanze            | 123,5 m      | 120,8        | 5            | 110,0 m      | 97,5         | 11           | 218,3  | 8      |
| Takanobu Okabe                                               | Normalschanze          | 95,0 m       | 125,5        | 9            | 95,5 m       | 126,5        | 6            | 252,0  | 9      |
| Takanobu Okabe                                               | Großschanze            | 117,0 m      | 110,6        | 10           | 128,0 m      | 132,9        | 2            | 243,5  | 4      |
| Takanobu Okabe Jin’ya Nishikata Noriaki Kasai Takanobu Okabe | Großschanze Mannschaft | 492,5 m      | 486,0        | 2            | 485,5 m      | 470,9        | 2            | 956,9  | Silber |